# Eremogryllodes major
Eremogryllodes major is een rechtvleugelig insect uit de familie mierenkrekels (Myrmecophilidae). De wetenschappelijke naam van deze soort is voor het eerst geldig gepubliceerd in 1960 door Lucien Chopard.